# Clutch
Clutch é uma banda de hard rock formada em Germantown, Maryland nos Estados Unidos no ano de 1990. A banda é conhecida por fazer letras engraçadas, irônicas e sarcásticas, fazendo referências a história, a mitologia e a cultura popular americana. Apesar de ter assinado com grandes gravadoras nos anos 90, a banda nunca fez um grande sucesso nas rádios americanas e nunca vendeu milhões de cópias. O grande trunfo do Clutch são os fãs devotos que a banda acumulou em seus shows, dando-lhe o status de cult. Mesmo não sendo uma banda muito famosa, o Clutch chega a fazer 100 apresentações por ano. Em 2005, a banda lançou o álbum Pitchfork & Lost Needles pela gravadora Megaforce Records (a primeira gravadora do Metallica) e segue fazendo turnês pelo mundo fora.
Em 03 de agosto de 2014, a banda fez sua primeira e única apresentação no Brasil, durante o Converse Rubber Tracks Live, no Cine Jóia - SP.

## Integrantes

### Formação atual
- Neil Fallon (vocal & guitarra)
- Tim Sult (guitarra)
- Dan Maines (baixo)
- Jean-Paul Gaster (bateria)

### Ex-integrantes
- Mick Schauer (teclado)

## Discografia

### EP
- Passive Restraints (1992)

### Álbuns completos
- Pitchfork (1991/1999)
- Transnational Speedway League: Anthems, Anecdotes, and Undeniable Truths (1993)
- Clutch (1995)
- Impetus (1997)
- The Elephant Riders (1998)
- Jam Room (1999)
- Pure Rock Fury (2001)
- Slow Hole to China: Rare and Unreleased (2003)
- Blast Tyrant (2004)
- Robot Hive/Exodus (2005)
- Pitchfork & Lost Needles (2005)
- Sons of Guns (2007)
- From Beale Street to Oblivion (2007)
- Strange Cousins From The West (2009)
- Earth Rocker (2013)
- Psychic Warfare (2015)

### Ao Vivo
- Live at the Googolplex (2000)
- Live in Flint (2004)
- Full Fathom Five (2008)

### Singles
- A Shogun Named Marcus (1993)
- Escape from the Prison Planet (1995)
- The Elephant Riders (1998)
- Careful With That Mic... (2001)
- The Mob Goes Wild (2004)
- 10001110101 (2005)
- Burning Beard (2005)